# انجمن منتقدان تلویزیون
انجمن منتقدان تلویزیون (به انگلیسی: Television Critics Association) به اختصار: تی‌سی‌ای (TCA) گروهی تشکیل یافته از حدود ۲۰۰ منتقد، روزنامه‌نگار و مقاله‌نویس از ایالات متحده و کانادا است که برنامه‌های تلویزیونی را برای روزنامه‌ها، مجلات و نشریات اینترنتی پوشش می‌دهند. تی‌سی‌ای برنامه‌های کاربردی را می‌پذیرد و دو بار در ماه مارس و سپتامبر اعضای خود را انتخاب می‌کند. پس از انتخاب، همه اعضای گروه در هتل لانگمن هانتینگتون و اسپا در پاسادنا، کالیفرنیا در ماه ژانویه برای جلسه مطبوعات زمستانی و در هتل بورلی هیلتون در بورلی هیلز در ماه ژوئیه برای تور مطبوعات تابستانی، ملاقات می‌کنند. تور مطبوعات زمستانی معمولاً شامل منابع جایگزین میان فصلی، برنامه‌های سرویس استریم (جریان) و سریال‌های کابلی است که در ماه ژانویه آغاز می‌شود، در حالی که تور تابستانی، برنامه‌های فصل پاییز را برای اطلاع‌رسانی، پخش و استریم برنامه‌های تلویزیونی پوشش می‌دهد.

## تورهای مطبوعاتی
این تور به شبکه‌های تلویزیونی، شبکه‌های کابلی، سرویس‌های جریان آنلاین و پی بی اس اجازه می‌دهد تا یک لیست از برنامه‌های آتی خود را به گروهی بزرگ از نویسندگان مطبوعاتی از رسانه‌های مختلف ارائه دهند. این تنها زمانی است که رسانه‌های عمومی به ندرت دسترسی نادری به مدیران اجرایی شبکه دارند. این کنفرانس‌های دو ساله با تی‌سی‌ای در یک محل انتخاب شده در لس‌آنجلس به مدت دو تا سه هفته برگزار می‌شوند، و هر شبکه یک سریال آماده پخش را تحویل داده و در آن جا برنامه‌ریزی برای پخش آن‌ها اختصاص داده می‌شود.
در گذشته، این مصاحبه‌ها با بازیگران برنامه‌ها و سازندگان خلاق (معمولاً شورانر اصلی، تهیه‌کنندگان و نویسندگان) به‌طور عمده برای گردآوری داستان‌ها در طول یک دوره شش‌ماهه مورد استفاده قرار می‌گرفت که در آن دوره‌ها به پاسخ به پرسش‌های نامه‌ها و سؤالاتی که مربوط به زمان انتشار فیلم یا سریال بودند یا در مورد فهرست هفتگی تلویزیونی خود یا به‌طور عمده در مورد روزنامه‌ها یا مجلات برای منتقدان و مقاله نویسان خارج از مناطق بزرگ شهری پرداخته می‌شد. با این وجود، با ظهور اینترنت و رسانه‌های اجتماعی، در حال حاضر این نشست‌ها برای برنامه‌ریزی باعث ایجاد همهمه در یک دوره فوری هستند و تنها چند مقاله‌نویس برای نشریات کوچک‌تر و فهرست کردن مکمل‌ها، فرمت و نوع سابق انتشار داستان را حفظ می‌کنند
به علت اعتصاب نویسندگان آمریکایی در سال‌های ۲۰۰۷ و ۲۰۰۸، تور ژانویه ۲۰۰۸ در دسامبر ۲۰۰۷ لغو شد.

## جوایز تی‌سی‌ای
این سازمان از جوایز تی‌سی‌ای، تجلیل از بهترین‌های تلویزیون در ۱۱ شاخه، که در پایان تور خبری تابستانی ارائه می‌شود، حمایت می‌کند. این سری از جوایز در سال ۱۹۸۵ در هتل سنتری پلازا در لس آنجلس کالیفرنیا آغاز شد. مراسم ۲۰۱۷ توسط کریستن چنووس برگزار شد. جوایز داده شده در سال ۲۰۱۷ شامل؛ برنامه سال، بهترین برنامه جدید، بهترین سریال درام، دستاورد فردی درام، بهترین سریال کمدی، موفقیت فردی در کمدی، بهترین سریال بر اساس واقعیت، بهترین برنامه‌نویسی جوانان و بهترین اخبار و اطلاعات بود. تی‌سی‌ای، علاوه بر این جوایز، به یک سریال طولانی که از نظر فرهنگی بر جامعه تأثیر گذاشته‌است، جایزه میراث را اعطا می‌کند
در سال ۲۰۱۸، سی و چهارمین دوره جوایز تی‌سی‌ای توسط رابین تد میزبانی شد.